# Kyo (chanteur de Dir En Grey)
Pour les articles homonymes, voir Kyo.
Pour le chanteur de D'erlanger, voir Kyo (chanteur).
Kyo (京) est un chanteur, membre du groupe de metal progressif japonais Dir en grey. Il écrit les chansons de Dir En Grey ; il aborde de nombreux sujets dans des textes métaphoriques : l'amour, le viol, l'avortement, l'inceste, le suicide...

## Groupes
- Gesshoku (1993)
- 狂殺会 Kyōsatsukai (1994)
- Viṣṇu (1994)
- 婦夜婦夜 Puyopuyo (1994)
- 廃人黒薔薇族 Haijin Kurobarazoku (1995)
- Masquerade (1995)
- La:Sadie's (1995)
- Dir En Grey (1997 - présent)
- Sukekiyo (2014 - présent)
- Petit Brabancon (2021 - présent)

## Discographie solo
- 2000 : Kiyomizu Dera (demo-tape lors d'une soirée privée)
- 2001 : Daisan Teikoku Gakudan (Kyô's Poem Book #1)
- 2004 : Furan Shinema Teikoku Gaku (Kyô's poem's book #2)